# Platyceraphron muscidarum
Platyceraphron muscidarum är en stekelart som beskrevs av Jean-Jacques Kieffer 1906. Platyceraphron muscidarum ingår i släktet Platyceraphron och familjen trefåresteklar. Inga underarter finns listade i Catalogue of Life.